# 616 Elly

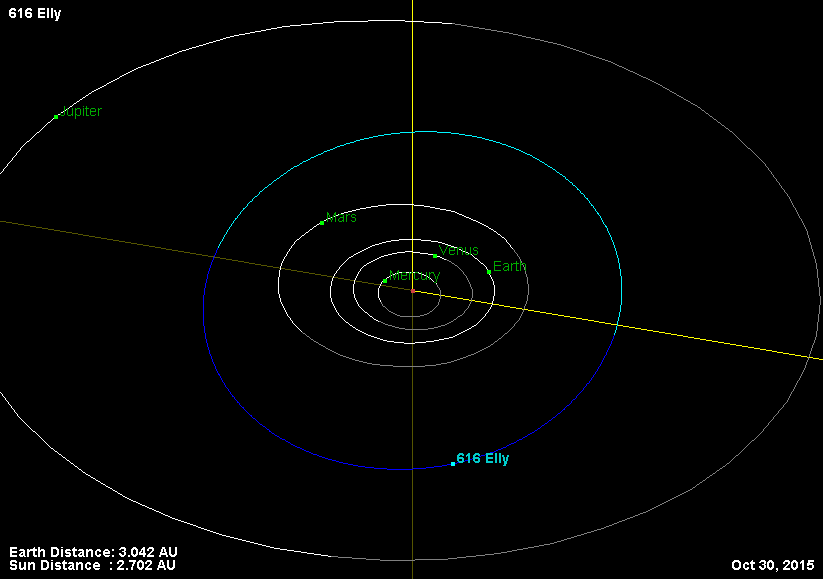
Órbita de 616 Elly.

Elly (asteroide 616) é um asteroide da cintura principal com um diâmetro de 18,15 quilómetros, a 2,4064816 UA. Possui uma excentricidade de 0,0578729 e um período orbital de 1 491,08 dias (4,08 anos).
Elly tem uma velocidade orbital média de 18,63615106 km/s e uma inclinação de 14,96176º.
Este asteroide foi descoberto em 17 de Outubro de 1906 por August Kopff.